# Agustina Albertarrio
Pour les articles homonymes, voir Albertarrio.
Agustina Albertarrio née le 1er janvier 1993 à Adrogué est une joueuse argentine de hockey sur gazon. Elle joue avec l'équipe nationale argentine de hockey sur gazon, remportant la médaille d'argent aux Jeux olympiques d'été de 2020.

## Carrière
Lors de la Coupe d'Amérique 2013, elle a remporté sa première médaille d'or avec l'Argentine dans un tournoi international. Agustina a également remporté la Ligue mondiale 2014-2015 et la médaille de bronze à la Coupe du monde féminine de hockey sur gazon 2014. Elle faisait partie de l'équipe qui a remporté la médaille d'or aux Jeux panaméricains de 2019.